# Super-Bowl-Ring

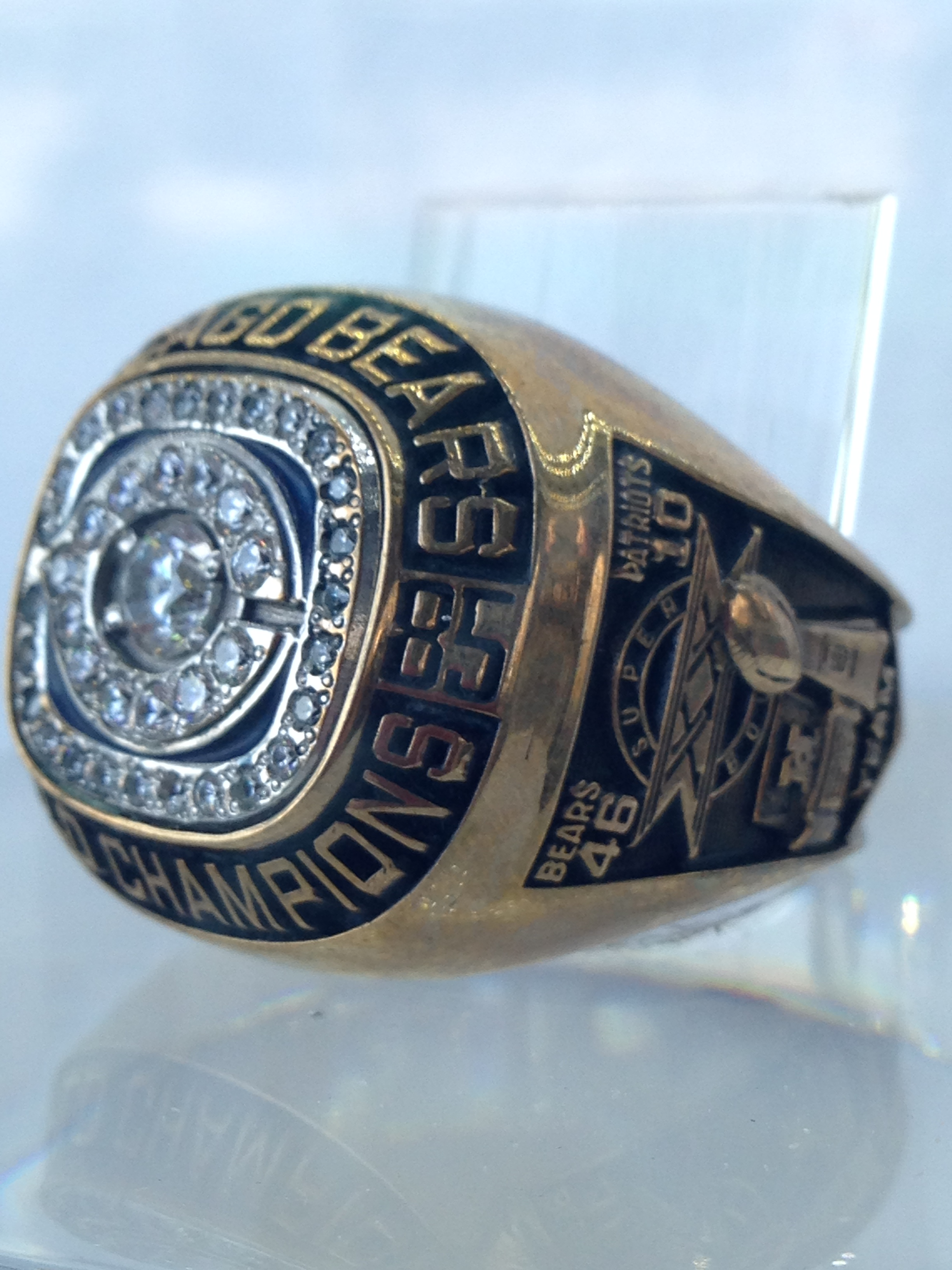
Super-Bowl-Ring der Chicago Bears für den Super Bowl XX

Der Super-Bowl-Ring ist eine Trophäe, die jährlich von der National Football League (NFL) an die Gewinner des Super Bowls, des jährlichen Spiels um die Meisterschaft in der NFL, vergeben wird. Da nur eine Vince Lombardi Trophy an die gesamte Siegermannschaft vergeben wird, dienen Super-Bowl-Ringe als individuelle Trophäen für die Spieler und Teammitglieder.

## Geschichte
Die Idee der Verleihung von Ringen als individuelle Auszeichnungen an den Sieger einer Meisterschaft stammt ursprünglich aus dem Baseball. 1922 wurden erstmals Ringe an den Sieger der World Series, die New York Giants, vergeben. Dieses Konzept wurde später in anderen professionellen Ligen und auch in der NFL übernommen. Ringe für die Meisterschaft in der NFL wurden bereits vor der Super-Bowl-Ära vergeben. In der Pro Football Hall of Fame befindet sich ein Ring von Quarterback Tommy Thompson für seine beiden Meisterschaften mit den Philadelphia Eagles 1948 und 1949.
Super-Bowl-Ringe werden seit dem ersten Super Bowl im Jahr 1967 verliehen. Die ersten Super-Bowl-Ringe gingen an die Green Bay Packers und enthielten einen einkarätigen Diamanten. Über die Jahre wurden die Ringe zunehmend teurer und prunkvoller. So besitzen die Ringe der Philadelphia Eagles, die 2018 den Super Bowl LII gewannen, 219 Diamanten und 17 grüne Saphire auf zehnkarätigem Weißgold.

## Produktion und Kosten
Der erste Ring wurde von dem in Minneapolis ansässigen Hersteller Jostens hergestellt, der mit 34 von 52 Ausgaben bis 2018 den Großteil der Super-Bowl-Ringe produziert hat. Andere Hersteller waren die Balfour Company und Tiffany & Co. Die Produktion der Ringe beginnt offiziell erst nach dem Super Bowl. Üblicherweise dauert das Design etwa acht Wochen und die Produktion vier bis sechs Wochen. Die Ringe werden im Juni bei einer nichtöffentlichen Veranstaltung des Siegerteams übergeben.
Die NFL zahlt etwa 5.000 US-Dollar pro Ring für bis zu 150 Ringe pro Franchise, alles darüber hinaus muss vom Team selbst finanziert werden. Normalerweise werden 300 bis 900 Ringe pro Jahr produziert, die neben den 53 Spielern im Kader auch an Trainer, Verantwortliche und andere Teammitglieder verliehen werden. Die Kosten für alle Super-Bowl-Ringe in einem Jahr werden auf durchschnittlich etwa 5 Millionen US-Dollar geschätzt.
Gelegentlich werden die Ringe auch verkauft und erzielen dabei sehr hohe Preise. Der Ring von Linebacker Lawrence Taylor für den Super Bowl XXV mit den New York Giants wurde für 230.401 Dollar versteigert und ist damit der teuerste Ring eines Spielers, der verkauft wurde. Den bislang höchsten Preis erzielte ein Ring des Super Bowl LI eines Familienmitgliedes von Quarterback Tom Brady, der den Super Bowl siebenmal gewann, sechsmal mit den New England Patriots und einmal mit den Tampa Bay Buccaneers. Der mit 265 Diamanten besetzte Ring, dessen Materialwert auf knapp 30.000 Dollar geschätzt wird, erzielte einen Preis von 344.927 Dollar.